# Ariston de Céos
Pour les articles homonymes, voir Ariston.
Ariston de Céos (en grec ancien Ἀρίστων ὁ Κεῖος) est un philosophe grec de l'école péripatéticienne, 4e scholarque du Lycée, après la mort de son ami Lycon de Troade (en 224 av. J.-C.).

## Notice biographique
Il naît à Ioulis, dans l'île de Céos. Il est le disciple de Lycon de Troade. Ses livres sont nombreux et écrits avec soin. Diogène Laërce cite les ouvrages d'un homonyme, Ariston de Chios, stoïcien, Athénée cite les   Entretiens sur l'amour, et Plutarque cite un autre écrit intitulé Lycon. Cicéron, dans le De finibus (V, V, 13), dit qu’Ariston a un style agréable et élégant, mais qu'on ne trouve pas en lui la gravité requise d'un grand philosophe.

## Doctrine
Selon le De finibus de Cicéron, Ariston a parlé sur le mépris des choses humaines ; il soutenait qu'à l'exception des vertus et des vices, il n'y a rien à rechercher ni à fuir (III, 11. 12. 50 ; IV, 40. 43. 47. 69. 78).

## Œuvres
- Sur la vie d'Épicure, ouvrage polémique contre Épicure, l'accusant de plagiat philosophique envers son maître Nausiphane[7].
- Sur Lycon : dans cet ouvrage vraisemblablement biographique, il relatait ses souvenirs concernant son ami Lycon, précèdent scholarque du Lycée.

Il sembla aussi avoir composé une histoire institutionnelle du Lycée, si l'on en croit les différents testaments depuis Aristote jusqu'à Lycon, transmis par Diogène Laërce, qui assure (V, 64) les avoir trouvés dans un ouvrage d’Ariston de Céos. Ariston de Céos a écrit un ouvrage intitulé Caractérismes et Athénée de Naucratis cite un ouvrage intitulé Similitudes érotiques.
Diogène Laërce (VII, 164) note que, selon Panétios de Rhodes et Sosicrate, la quasi-totalité des œuvres attribuées à Ariston de Chios (l'exception étant les Lettres) serait d'Ariston de Céos ; cette assertion semble combattue par Philodème de Gadara, philosophe épicurien qui critiqua les thèses d'Ariston de Céos.
Il se pourrait, sans certitude, qu'Ariston de Céos soit l'auteur des seize ouvrages suivants (énumérés, sauf le septième, par Diogène Laërce, V, 163, qui les attribue à Ariston de Chios) : 
- Προτρεπτικοί (Protreptiques, en deux livres)
- Περὶ τῶν Ζήνωνος δογμάτων (Sur les doctrines de Zénon)
- Διάλογοι (Dialogues)
- Σχολαἰ (Cours, en six livres)
- Περὶ σοφίας (Entretiens sur la sagesse, en sept livres)
- Ἐρωτιϰαὶ διατριϐαί (Entretiens sur l'amour)[9]
- Ἐρωτικὰ ὅμοια (Similitudes érotiques)[9]
- 'Υπομνήματα ὑπὲρ ϰενοδοξίας (Notes sur la vaine gloire)
- 'Υπομνήματα (Notes, en vingt-cinq livres)
- Ἀπομνημονεύματα (Souvenirs, en trois livres)
- Χρεῖαι (Chries, en onze livres)[10]
- Πρὸς τοὺς ῤήτορας (Contre les rhéteurs)
- Πρὸς τάς Ἀλεξίνου ἀντιγραφάς (Contre les réfutations d'Alexinos)
- Πρὸς τοὺς διαλεκτικούς (Contre les dialecticiens, en trois livres)
- Πρὸς Κλεάνθην (Contre Cléanthe)
- Lettres (en quatre livres)